# Henniez VD
| VD ist das Kürzel für den Kanton Waadt in der Schweiz. Es wird verwendet, um Verwechslungen mit anderen Einträgen des Namens Henniez zu vermeiden. |

Henniez ist eine politische Gemeinde im Distrikt Broye-Vully des Kantons Waadt in der Schweiz. Das Dorf ist international bekannt wegen des gleichnamigen Mineralwassers Henniez.

## Geographie
Henniez liegt auf 484 m ü. M., 10 km südsüdwestlich des Bezirkshauptorts Payerne (Luftlinie). Das Dorf erstreckt sich am östlichen Rand des Broyetals, am Eingang in das Erosionstal der Trémeule, im östlichen Waadtländer Mittelland.
Die Fläche des 2,6 km² grossen Gemeindegebiets umfasst einen Abschnitt im mittleren Broyetal. Die westliche Grenze verläuft entlang der kanalisierten Broye inmitten der etwas mehr als 1 km breiten flachen Talebene. Von hier erstreckt sich der Gemeindeboden ostwärts auf die anschliessenden Molassehöhen, in welche die Trémeule, der Dorfbach von Henniez, ein Erosionstal gegraben hat. Ihr fliesst aus einem Seitentälchen das Wasser von den Mineralquellen zu. Oberhalb der Gebäude der Anciens Bains de Henniez wird mit 610 m ü. M. der höchste Punkt von Henniez erreicht. Die nördliche Begrenzung bildet der Bach Vauban, ebenfalls mit einem Erosionstal. Von der Gemeindefläche entfielen 1997 13 % auf Siedlungen, 23 % auf Wald und Gehölze, 60 % auf Landwirtschaft und etwas weniger als 4 % war unproduktives Land.
Zu Henniez gehören einige Einzelhöfe. Nachbargemeinden von Henniez sind Valbroye und Villarzel, im Kanton Waadt sowie Surpierre im Kanton Freiburg.

## Bevölkerung
Mit 450 Einwohnern (Stand 31. Dezember 2023) gehört Henniez zu den kleinen Gemeinden des Kantons Waadt. Von den Bewohnern sind 94,4 % französischsprachig, 3,9 % deutschsprachig und 0,9 % italienischsprachig (Stand 2000). Die Bevölkerungszahl von Henniez belief sich 1900 auf 261 Einwohner. Seit 1960 (276 Einwohner) hat die Bevölkerung leicht abgenommen.

## Wirtschaft
Henniez war lange Zeit ein vorwiegend durch die Landwirtschaft geprägtes Dorf. Heute haben der Ackerbau, der Obstbau und die Viehzucht jedoch nur noch eine marginale Bedeutung in der Erwerbsstruktur der Bevölkerung.
Die schon bei den Römern bekannten Mineralquellen, die auch unter der Berner Herrschaft genutzt wurden, erlangten 1880 weitere Bedeutung, als auf Veranlassung des Arztes V. Borel ein Badehotel errichtet wurde. Der Badebetrieb verhalf Henniez Ende des 19. und Anfang des 20. Jahrhunderts zur schweizweiten Bekanntheit. Mit dem Rückgang des Badetourismus im Lauf des 20. Jahrhunderts wurde das Kurhotel geschlossen; heute gibt es keinen Badebetrieb mehr. Einen weiteren wirtschaftlichen Aufschwung gab es jedoch mit der Kommerzialisierung der Mineralwasserabfüllung seit 1905. Das Mineralwasser Henniez wurde zum meistverkauften Mineralwasser der Schweiz und die Sources Minérales Henniez S.A., wie das Unternehmen zuletzt hiess, zum wichtigsten Mineralwasserproduzent der Schweiz. 2007 wurde das Unternehmen durch den Schweizer Nahrungsmittelkonzern Nestlé übernommen und mit der Nestlé Waters (Suisse) SA fusioniert.

## Verkehr
Die Gemeinde ist verkehrstechnisch gut erschlossen. Sie liegt an der verhältnismässig stark frequentierten Hauptstrasse 1 von Lausanne via Payerne nach Bern, die vor dem Autobahnbau die Hauptachse von Bern in die Westschweiz darstellte. Durch eine Ortsumfahrung ist der Dorfkern vom Transitverkehr entlastet. Am 25. August 1876 wurde die Bahnlinie Payerne-Moudon mit einem Bahnhof in Henniez in Betrieb genommen.

## Geschichte
Die Geschichte von Henniez ist stark durch die dortigen Quellen geprägt. Diese wurden während der römischen Besatzung Helvetiens um 200 n. Chr. entdeckt. Die Römer leiteten das Quellwasser in Aquädukten zu Badeanstalten in Aventicum, dem heutigen Avenches, damals die Hauptstadt der römischen Schweiz. Mit dem Fall des römischen Reiches endete auch die Bewirtschaftung der Quellen und die Thermen verschwanden. Trotz der Vorgeschichte, die bis in die Antike reicht, geht die erste urkundliche Erwähnung des Ortes erst auf das Jahr 1380 unter dem Namen Ennyt zurück. Später erschienen die Bezeichnungen Enny (1578), Ignie (1668), Ingniez (1781) und Igny im 18. Jahrhundert. Der Ortsname stammt vermutlich von Ennius, einem  römischen Grundbesitzer, der dort ein Gut bewirtschaftete.
Im Mittelalter gehörte Henniez zur Herrschaft Lucens. Mit der Eroberung der Waadt durch Bern im Jahr 1536 gelangte das Dorf unter die Verwaltung der Kastlanei Lucens in der Vogtei Moudon. Nach dem Zusammenbruch des Ancien Régime gehörte Henniez von 1798 bis 1803 während der Helvetik zum Kanton Léman, der anschliessend mit der Inkraftsetzung der Mediationsverfassung im Kanton Waadt aufging. 1798 wurde es dem Bezirk Payerne zugeteilt.